# Parlamentní volby na Kubě 2018
Parlamentní volby na Kubě 2018 do Národního shromáždění lidové moci Kuby se uskutečnily dne 11. března 2018. Zástupci byli voleni na pětileté funkční období. Jedinou kandidující stranou byla Komunistická strana Kuby. Kandidovat však mohli i lidé bez politické příslušnosti, pod záštitou Komunistické strany Kuby.  

## Výsledky
Všech 605 navržených kandidátů bylo zvoleno, protože žádný nezískal méně než 50% hlasů. Voličů bylo celkem 8 926 575 a voleb se účastnilo 7 399 891 (82,90 %). Komunistická strana Kuby získala 94,42 %.
| Účast                       | 82,90 % |
| --------------------------- | ------- |
| Hlasy pro všechny kandidáty | 80,44 % |
| Výběrové hlasování          | 19,56 % |
| Prázdné hlasy               | 4,32 %  |
| Neplatné hlasy              | 1,26 %  |